# Chiró N'Toko
Chiró Mena Vuza-N'Toko (Kinshasa, 31 gennaio 1988) è un ex calciatore congolese (Repubblica Democratica del Congo) naturalizzato belga, di ruolo difensore.